# Fuerte de São Joaquim do Rio Branco
El Fuerte de São Joaquim do Rio Branco (en portugués: Forte de São Joaquim do Rio Branco, literalmente Fuerte de San Joaquín del Río Branco) era una estructura que estaba situada en el estado de Roraima, en el extremo norte del país sudamericano de Brasil.
Se levantó en la margen izquierda de la confluencia del río Branco (río actual Uraricoera) superior con el río Tacutu donde se forma el río Blanco, a unos 32 kilómetros al norte de la actual capital de estado brasileño de Roraima, la ciudad de Boa Vista.
Entre los años 1775 y en 1776 finalmente se puso en marcha la construcción del Fuerte de São Joaquim dominando estratégicamente , el punto de la formación del río Blanco , el acceso al río Tacutu y al río Uraricoera, ante las amenazas de una invasión española u holandesa por esa ruta.
Sus ruinas que se desplomaron son Patrimonio Histórico desde el 22 de abril de 2001.